# Rose-Aimée Bacoul
Rose-Aimée Bacoul (ur. 9 stycznia 1952 w Le François na Martynice) – francuska lekkoatletka, sprinterka, medalistka mistrzostw Europy.

## Życiorys
Zdobyła brązowy medal w sztafecie 4 × 100 metrów (która biegła w składzie: Cécile Cachera, Danielle Camus, Jacqueline Curtet i Bacoul) i zajęła 7. miejsce w biegu na 100 metrów na uniwersjadzie w 1975 w Rzymie. Była rezerwową zawodniczką w sztafecie 4 × 100 metrów na igrzyskach olimpijskich w 1980 w Moskwie.
Na mistrzostwach Europy w 1982 w Atenach zdobyła brązowe medale w biegu na 100  metrów (przegrywając jedynie z reprezentantkami Niemieckiej Republiki Demokratycznej Marlies Göhr i Bärbel Wöckel) i w sztafecie 4 × 100 metrów (w składzie: Laurence Bily, Marie-Christine Cazier, Bacoul i Liliane Gaschet). Zajęła 7. miejsce w finale sztafety 4 × 100 metrów i odpadła w półfinale biegu na 100 metrów na mistrzostwach świata w 1983 w Helsinkach.
Zwyciężyła w biegu na 100 metrów, biegu na 200 metrów i w sztafecie 4 × 100 metrów (w składzie: Bacoul, Marie-France Loval, Cazier i Gaschet) na igrzyskach śródziemnomorskich w 1983 w Casablance. Zajęła 4. miejsce w sztafecie 4 × 100 metrów, 7. miejsce w biegu na 200 metrów i odpadła w półfinale biegu na 100 metrów na igrzyskach olimpijskich w 1984 w Los Angeles.
W latach 1981–1983 była mistrzynią Francji w biegach na 100 metrów i na 200 metrów. Była również brązową medalistką na 200 metrów w 1980 i na 100 metrów w 1984, a także halową wicemistrzynią Francji w biegu na 60 metrów w 1983.
Trzykrotnie poprawiała rekord Francji w biegu na 200 metrów do czasu 22,53 s, uzyskanego 9 sierpnia 1984 w Los Angeles i raz w sztafecie 4 × 100 metrów z rezultatem 42,68 s (11 września 1982 w Atenach).

## Rekordy życiowe
Rekordy życiowe Bacoul:
- bieg na 100 metrów – 11,16 s (23 lipca 1983, Bordeaux)
- bieg na 200 metrów – 22,53 s (9 sierpnia 1984, Los Angeles)
- bieg na 60 metrów (hala) – 7,31 s (20 lutego 1983, Paryż)